# Свети Архангели (Смол)
Вижте пояснителната страница за други значения на Свети Архангели.
„Събор на Архангелите“ (на гръцки: Σύναξης Tαξιαρχών) е възрожденска православна църква в ругуновското село Смол (Микро Дасос), Гърция, част от Гумендженска, Боймишка и Ругуновска епархия. Църквата е изградена в средата на XIX век от видния български строител Андон Китанов и е типичната за периода трикорабна базилика с размери 16 на 11 метра. По-късно в храма са направени значителни промени.
Църквата е обявена за исторически паметник на 27 юни 1987 година.